# Rifferswil
Rifferswil är en ort och kommun i distriktet Affoltern i kantonen Zürich, Schweiz. Kommunen har 1 145 invånare (2023).